# Апальщино
Апальщино — деревня в Рузском районе Московской области, входящая в сельское поселение Колюбакинское. Население — 36 чел. (2010). До 2006 года Апальщино входило в состав Барынинского сельского округа
Деревня расположена на востоке района, примерно в 19 километрах восточнее Рузы, на берегах реки Поноши, высота центра над уровнем моря 190 м. Ближайшие населённые пункты — Кривошеино в 1 км на запад, Заовражье в 0,5 км юго-западнее и Колюбакино — также в 500 м — на юг.

## Население
| 2002 | 2006 | 2010 |
| ---- | ---- | ---- |
| 44   | ↗47  | ↘36  |